# Grenzvertrag von Rapallo

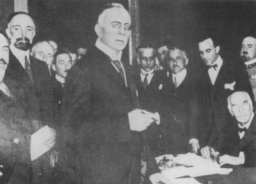
Bei der Vertragsunterschreibung: In der Bildmitte steht SHS-Außenminister Ante Trumbić, rechts sitzend Giovanni Giolitti, Ministerpräsident Italiens

Am 12. November 1920 einigte sich Italien im Grenzvertrag von Rapallo mit dem Königreich der Serben, Kroaten und Slowenen (SHS-Staat, 1929 zu Königreich Jugoslawien umbenannt) über Grenzfragen.

## Hintergrund und Ergebnisse
Hintergrund des Vertragsschlusses waren Entscheidungen im Vertrag von Saint-Germain von 1919. Dort wurde früheres Territorium von Österreich-Ungarn – Triest, Istrien, Zadar und Teile des Küstenlandes – Italien zugebilligt, der Großteil Dalmatiens hingegen dem neugeschaffenen SHS-Staat.
Wesentliches Ergebnis war, dass die Stadt Rijeka (ital. Fiume) einschließlich ihres Hinterlandes zum Unabhängigen Freistaat Fiume wurde. Zadar (ital. Zara), der Küstenstreifen und einige Inseln vor der dalmatinischen Küste, darunter die Insel Lastovo (ital. Lagosta), fielen an Italien. Dieses wiederum verzichtete auf seine Ambitionen bezüglich Stadt und Umgebung von Split.

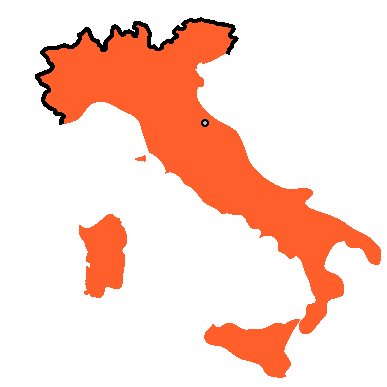
Italien vor dem Grenzvertrag von Rapallo 1870
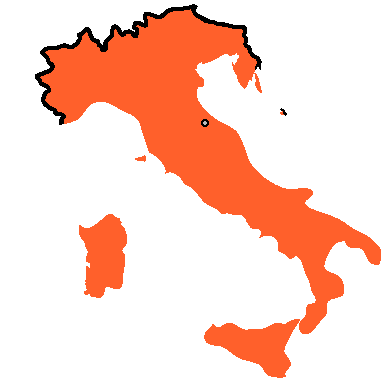
Italien nach dem Grenzvertrag von Rapallo 1919
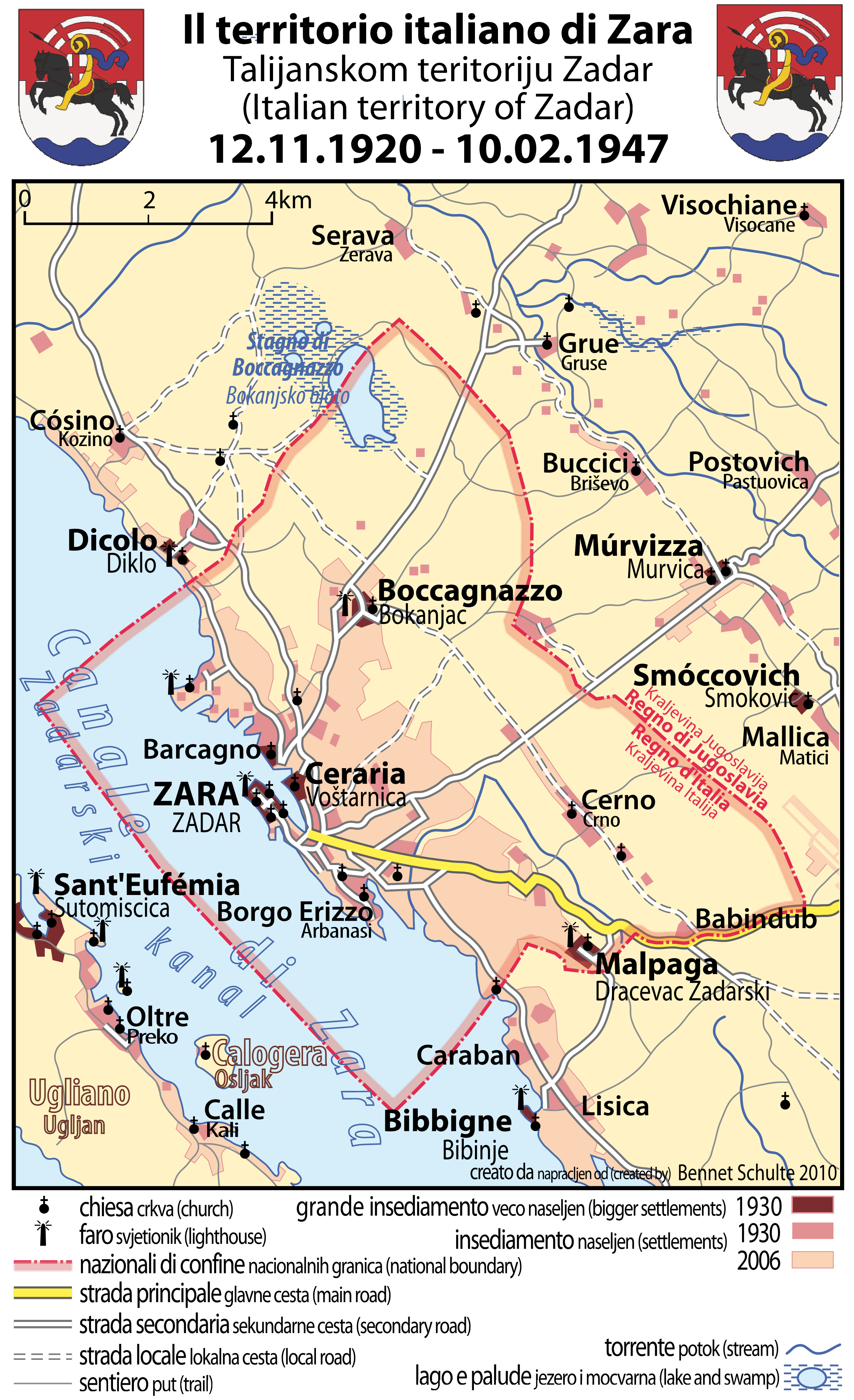
Karte des italienischen Territoriums Zara/Zadar